# Armando Gatto
Armando Gatto (* 29. Dezember 1928 in Tarent; † 29. November 2019 in Mailand) war ein italienischer Pianist und Dirigent.

## Leben und Werk
Armando Gatto war Schüler von Enzo Calace und Giulio Cesare Paribeni in Mailand.
1957 begann er sein Wirken als Dirigent. Er trat als Opern- und Konzertdirigent unter anderem der Orchester der RAI und der Mailänder Scala in Europa und in Südamerika auf.
Bekannt wurde er unter anderem mit seinen Operneinspielungen der 1990er Jahre von Medea, Gemma di Vergy und Madame Butterfly mit Montserrat Caballé.